# Etagemosfamilie
De etagemosfamilie (Hylocomiaceae) is een familie uit de orde Hypnales. De familie omvat vijftien geslachten, waarvan drie in Europa voorkomen. Een aantal van de meest algemene mossen van bossen en graslanden horen in deze familie thuis.
In België en Nederland wordt de familie vertegenwoordigd door onder andere de haakmossen (Rhytidiadelphus).

## Determinatie

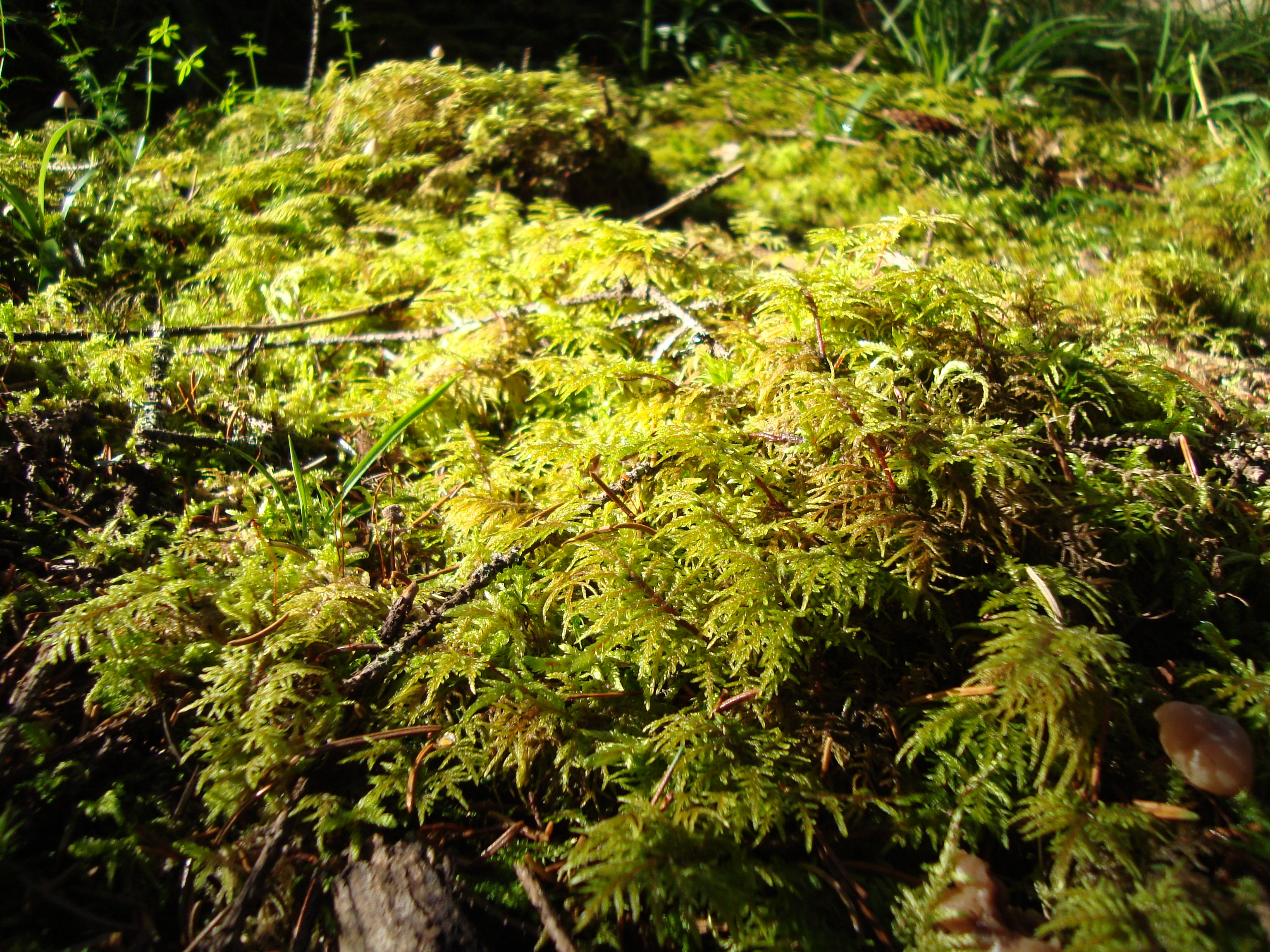
Glanzend etagemos (Hylocomium splendens), een etagevormend mos

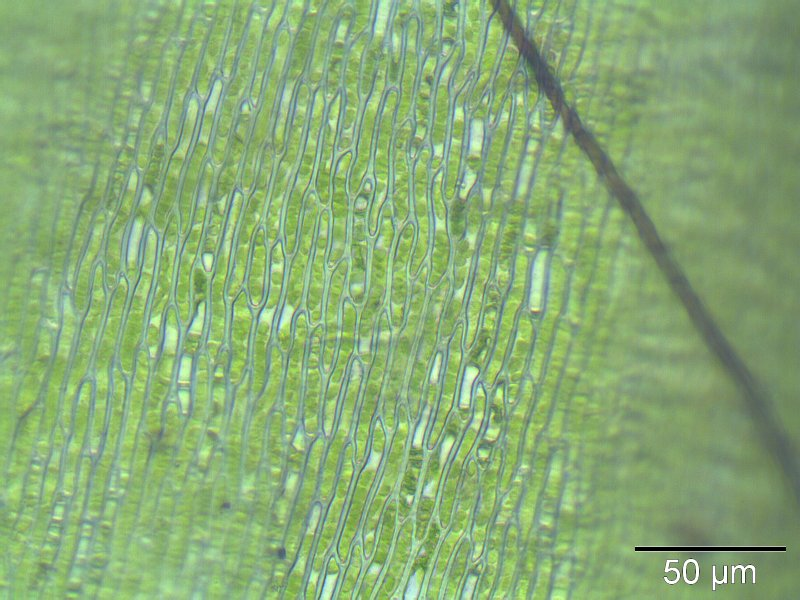
Pluimstaartmos (Rhytidiadelphus triquetrus), prosenchymatische bladcellen

De etagemosfamilie omvat overwegend grote en stevige, matten- of etagevormende slaapmossen met onregelmatig of geveerd vertakte stengels, die soms grote oppervlakten kunnen bedekken. De stengels en takken dragen breed eironde of driehoekige blaadjes die aan de top scherp toegespitst zijn. Een centrale nerf ontbreekt, maar er is steeds een dubbele nerf die tot in de helft van het blad reikt. De bladcellen zijn prosenchymatisch, vele malen langer dan breed en met spitse uiteinden in elkaar grijpend. In tegenstelling tot die van de familie Hypnaceae zijn de bladcellen niet bijzonder gedifferentieerd.

## Habitaten verspreiding
Hylocomiaceae-soorten zijn terrestrische, epifytische of lithofytische planten die voorkomen in de meest uiteenlopende biotopen, voornamelijk in het Noordelijk halfrond.

## Taxonomie
De etagemosfamilie omvat vijftien geslachten:
- Familie: Hylocomiaceae
  - Geslachten: Ctenidium · Hageniella · Hylocomiastrum · Hylocomium · Leptocladiella · Leptohymenium · Loeskobryum · Macrothamnium · Meteoriella · Neodolichomitra · Orontobryum · Pleurozium · Puiggariopsis · Rhytidiadelphus · Rhytidiopsis